# 短板叶蝉属
短板叶蝉属（学名：Kaukania）为叶蝉科的一个属。

## 下属物种
本属包括以下物种：
- 黑缘短板叶蝉 Kaukania anser Dworakowska, 1972